# Onychomyrmex mjobergi
Onychomyrmex mjobergi är en myrart som beskrevs av Auguste-Henri Forel 1915. Onychomyrmex mjobergi ingår i släktet Onychomyrmex och familjen myror. Inga underarter finns listade i Catalogue of Life.

## Bildgalleri

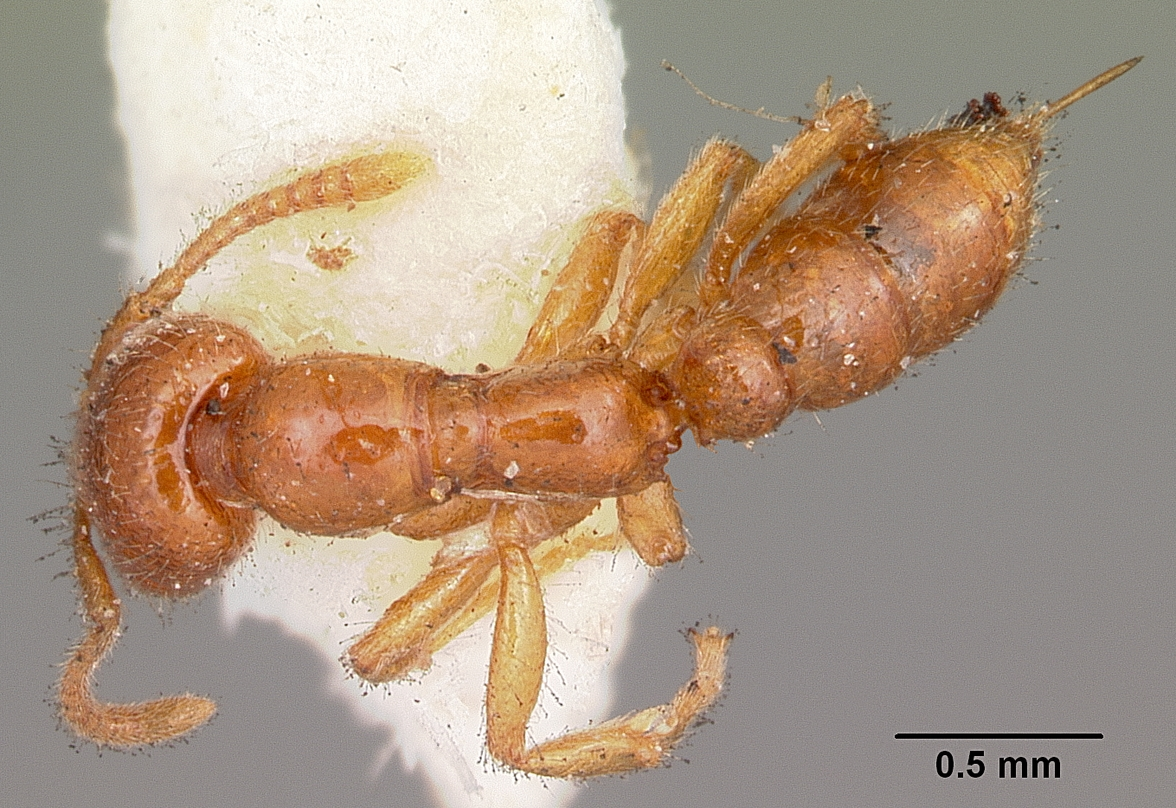
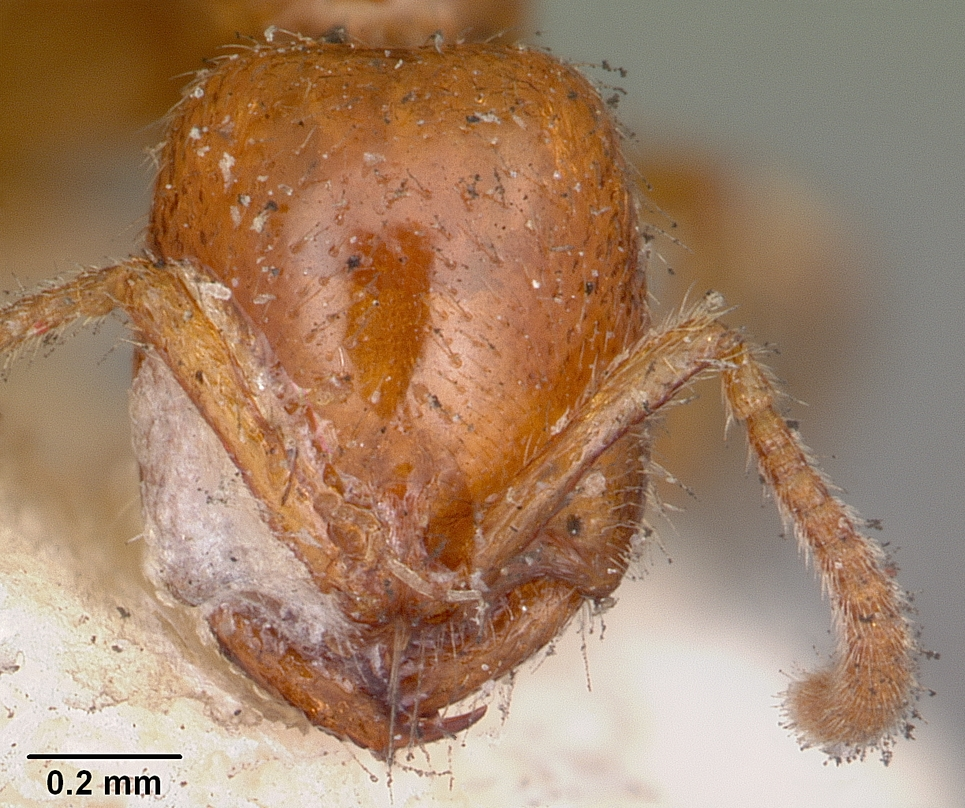
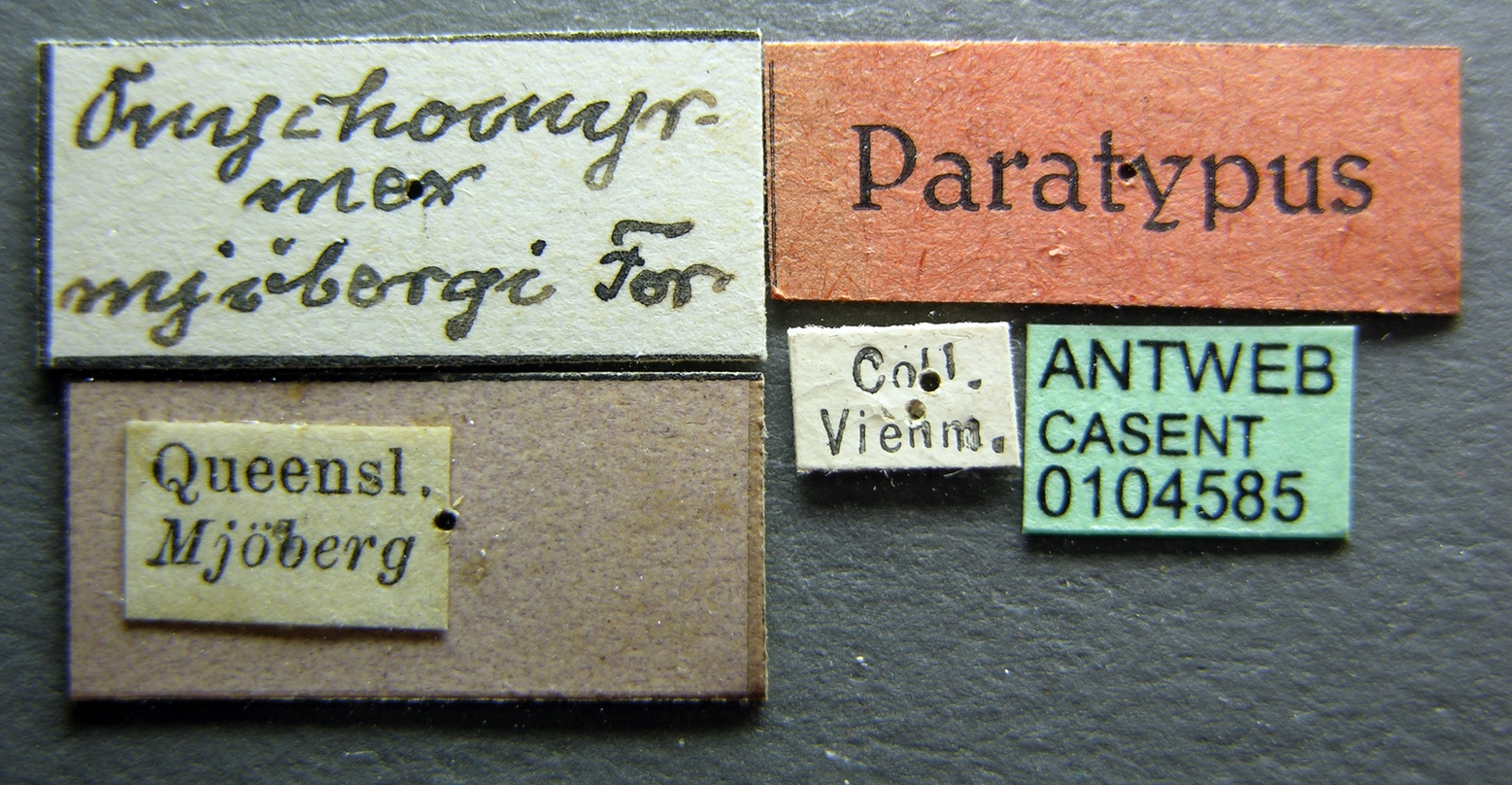
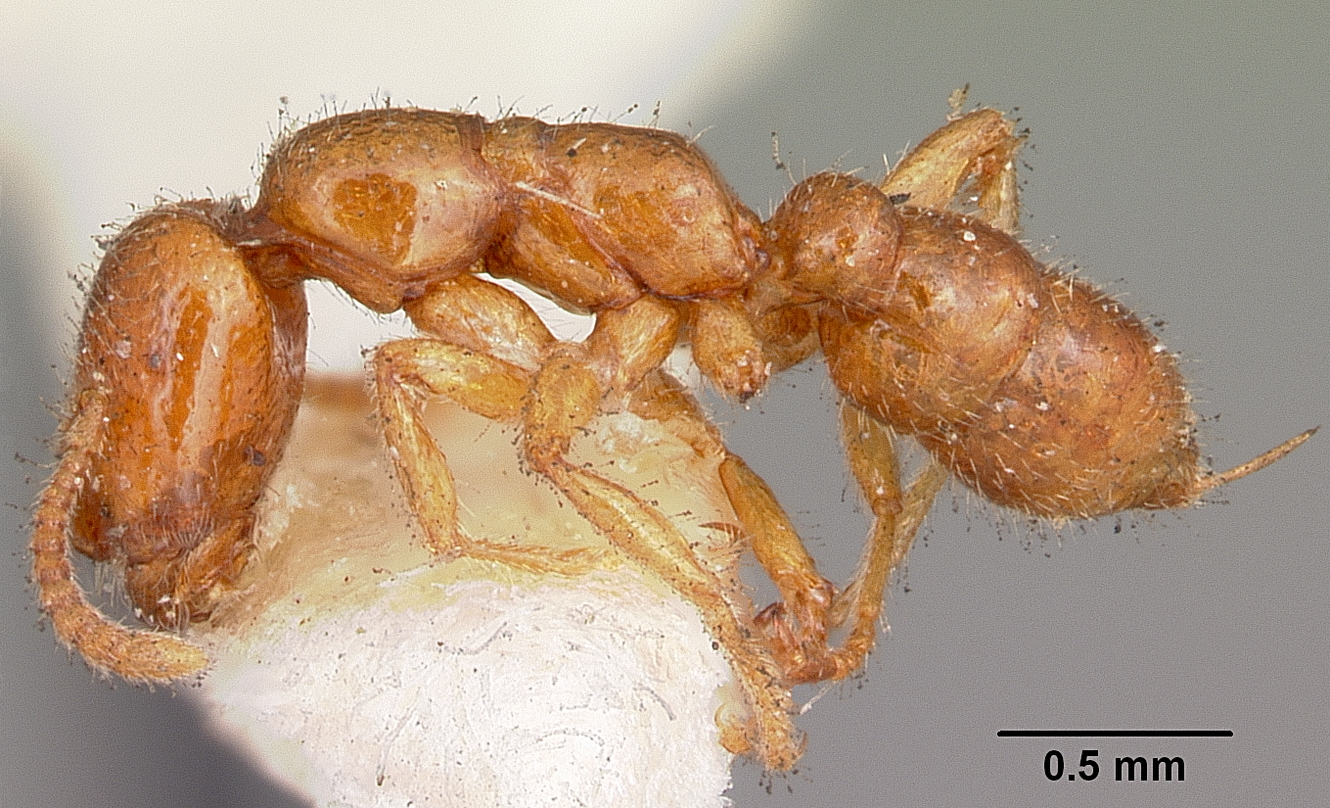
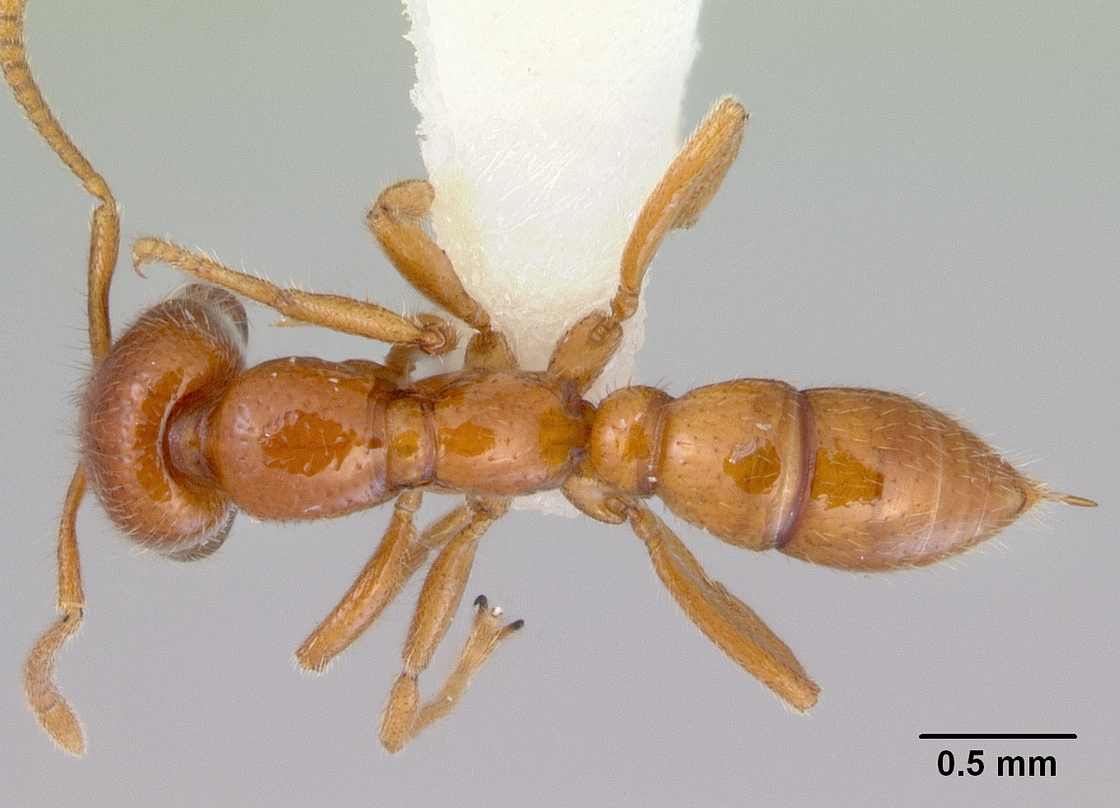
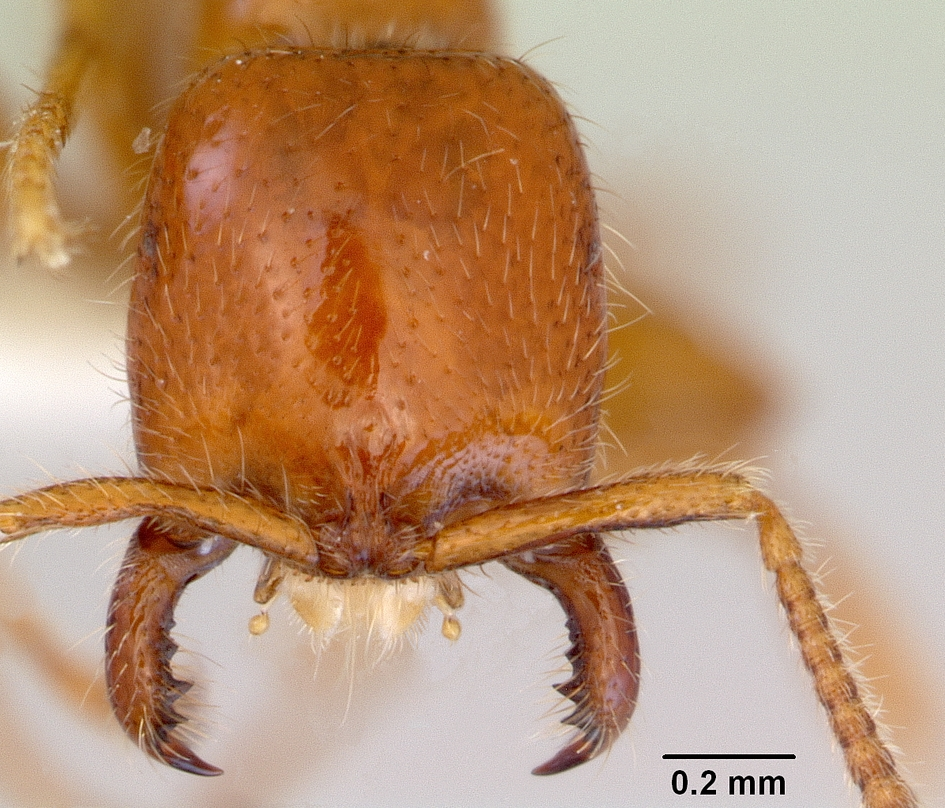